# Перерва Анатолій Антонович
Анато́лій Анто́нович Пере́рва (нар. 12 квітня 1949 — пом. 24 березня 2018) — український журналіст, поет, гуморист, сатирик, перекладач та громадський діяч.

## Життєпис

### Дитинство і навчання
Народився 12 квітня 1949 року в селі Вербівка Балаклійського району Харківської області Української РСР (нині — село в Ізюмському районі Харківської області України) в учительській сім'ї.
Під час навчання у школі закохався в піонервожату, яка писала вірші й відвідувала літературну студію при районній газеті, куди привела і Перерву. У студії він почав писати вірші й замітки до газети. Першого вірша надрукував у восьмому класі.
У 1977 році — закінчив факультет журналістики Київського університету імені Тараса Шевченка.

### Журналістська і літературна робота
У 1966-1979 роках — працював кореспондентом районних газет у селищі Нова Водолага та місті Балаклія Харківської області, заступником редактора харківської молодіжної газети «Ленінська зміна».
У 1979 році, за рекомендаціями Василя Мисика та Миколи Шаповала, прийнятий до Спілки письменників України — після виходу першої збірки поезій «Живіть, жита» (вийшла у Харкові, у видавництві «Прапор»).
У 1979-1994 роках — обирався відповідальним секретарем Харківської організації Спілки письменників України. 
3 2000 року — член Асоціації українських письменників.
Помер 24 березня 2018 року у Харкові. Похований у рідному селі Вербівка Балаклійського району Харківської області.

## Творчість і громадська діяльність
Автор віршів, сатиричних і гумористичних творів (пародій, епіграм та шаржів), паліндромiв (вони вийшли окремою книгою «Соло: голос вiщодощiв»), художньої публіцистики, поетичних текстів для пісень, перекладів з білоруської, молдовської, грузинської та російської мов. Досліджував лiтературне життя Харкова XX століття.
Окремими виданнями вийшли збірки:
- «Живіть, жита» (1978)
- «Голоси криниць» (1981)
- «Серед білого дня» (1984)
- «На зламі літа» (1987)
- «Соло: голос віщодощів» (1996)
- «Чистий четвер» (1999)
- «Полювання без ліцензії» (2003)
- «Невимовне» (2007)
- «Перевесло слова і сльози» (2009)
- «Небесна ясність» (2013)

Крім збірок поезій, твори Перерви були опубліковані в кількох антологіях:
- «Слобожанська муза: антологія любовної лірики XVII–XX століть» (2000)
- «Два міста / Zwei Städte» (2000)
- «Ветер с Украины» (2004)
- «Слобожанська яса: антологія громадянської лірики кінця XVII-початку XXI століть» (2006)
- «Über Zeitund Raum. Понад час і простір. Антологія сучасної української і німецької поезії» (2006)
- «У сузір’ї рака: антологія української паліндромії» (2011)
- «Під знаком Мисика: антологія сучасної української поезії» (2015)

Вірші Перерви перекладено польською, болгарською, молдовською, киргизькою, марійською і російською мовами.
У 1982 році, за перші дві збірки поезій («Живіть, жита» та «Голоси криниць»), отримав Республіканську літературну премію імені Миколи Островського. У 2012 році — став лавреатом Премії імені Олександра Олеся.
Брав активну участь у громадській роботі: обирався головою правління Фонду національно-культурних ініціатив імені Гната Хоткевича, сприяв відкриттю і становленню в Харкові Літературного музею. З 1994 по 2012 рік — працював заступником директора з наукової роботи Харківського літературного музею.

### Зразок поезії
***
 
Як горох — у порожнє відро,
 
Як гарба — із крутого узгірка,
 
Сколихне мене раптом в метро
	
Слобожанська знайома говірка.	
На базар поспішають баби,
 
До синів на коротку гостину —

Споконвічні селянські торби
 
Гречно просять підважить на спину.
Поспішають неквапно вони...

Обжену їх прискореним кроком.

Тільки пасмо сумне сивини

Вріже погляд мені ненароком.
***

Дні сонячні — давно на дні,

У глибині глухого моря.

Я за тобою зголоднів,

Зчорніли спогади від горя.
Ані шелесне. Тиша тиш.

Ну, де ж ви, почуття трикляті?

Скажи мені, чого мовчиш,

Мов зжовклі віршики в шухляді?
А ніжність запеклась навік

В моїй іще гарячій крові.

Такий-от дивний чоловік —

В мороз шепчу: — Ви ще живі,

Наївні котики вербові?

## Вшанування пам'яті
- У 2019 році у селі Вербівка, де поет народився, йому відкрили меморіальну дошку[4].